# Austrobilharzia variglandis
Austrobilharzia variglandis är en plattmaskart. Austrobilharzia variglandis ingår i släktet Austrobilharzia och familjen Schistosomatidae. Inga underarter finns listade i Catalogue of Life.

## Bildgalleri

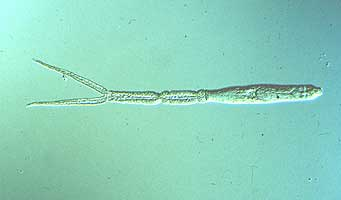